# Liste des monuments historiques protégés en 2023
Cet article recense les immeubles protégés au titre des monuments historiques en 2023, en France,.
En 2023, 303 bâtiments font l'objet d'une protection dont 267 inscriptions et 36 classements. Une quarantaine de protection concernent des sites mégalithiques du Morbihan.

## Protections
| Édifice | Commune                                       | Département             | Région Collectivité        | Protection | Autre protection                                 | Base Mérimée                              | Coordonnées                      | Image |
| --- | --------------------------------------------- | ----------------------- | -------------------------- | ---------- | ------------------------------------------------ | ----------------------------------------- | -------------------------------- | ----- |
| Ancien cloître du couvent des Ursulines                                                                     | Thoissey                                      | Ain                     | Auvergne-Rhône-Alpes       | Inscrit    | Inscrit (1980)                                   | Notice no PA00116581                      | 46° 10′ 19″ N, 4° 48′ 02″ E      |       |
| Hôtel de sous-préfecture (d)                                                                                | Saint-Quentin                                 | Aisne                   | Hauts-de-France            | Inscrit    |                                                  | Notice no PA02000106                      | 49° 50′ 46″ N, 3° 17′ 32″ E      |       |
| Anciennes Nouvelles Galeries (d)                                                                            | Saint-Quentin                                 | Aisne                   | Hauts-de-France            | Inscrit    |                                                  | Notice no PA02000107                      | 49° 50′ 44″ N, 3° 17′ 19″ E      |       |
| Hôtel 11 Grand'place (d)                                                                                    | Soissons                                      | Aisne                   | Hauts-de-France            | Inscrit    |                                                  | Notice no PA02000108                      | 49° 23′ 02″ N, 3° 19′ 33″ E      |       |
| Château de la Vareinne (d)                                                                                  | Sauvagny                                      | Allier                  | Auvergne-Rhône-Alpes       | Inscrit    |                                                  | Notice no PA03000072                      | 46° 25′ 58″ N, 2° 47′ 08″ E      |       |
| Château de la Motte Vesset (d)                                                                              | Treteau                                       | Allier                  | Auvergne-Rhône-Alpes       | Inscrit    |                                                  | Notice no PA03000073                      | 46° 21′ 29″ N, 3° 31′ 59″ E      |       |
| Château de Lineau (d)                                                                                       | Gréoux-les-Bains                              | Alpes-de-Haute-Provence | Provence-Alpes-Côte d'Azur | Inscrit    |                                                  | Notice no PA04000042                      | 43° 44′ 29″ N, 5° 50′ 21″ E      |       |
| Vestiges du monastère de Sainte-Marie au Monestier (d)                                                      | Trescléoux                                    | Hautes-Alpes            | Provence-Alpes-Côte d'Azur | Inscrit    |                                                  | Notice no PA05000025                      | 44° 21′ 28″ N, 5° 43′ 08″ E      |       |
| Église anglicane Saint-Georges                                                                              | Cannes                                        | Alpes-Maritimes         | Provence-Alpes-Côte d'Azur | Classé     | Inscrit (2020)                                   | Notice no PA06000057                      | 43° 33′ 05″ N, 7° 02′ 27″ E      |       |
| Villa Les Baumettes                                                                                         | Nice                                          | Alpes-Maritimes         | Provence-Alpes-Côte d'Azur | Classé     | Inscrit (1976, 2021)                             | Notice no PA00080804                      | 43° 41′ 40″ N, 7° 14′ 56″ E      |       |
| Ancienne villa Masséna                                                                                      | Nice                                          | Alpes-Maritimes         | Provence-Alpes-Côte d'Azur | Inscrit    | Inscrit (1975)                                   | Notice no PA00080805                      | 43° 41′ 43″ N, 7° 15′ 32″ E      |       |
| Chaussée de la côte du Pal                                                                                  | Montpezat-sous-Bauzon                         | Ardèche                 | Auvergne-Rhône-Alpes       | Inscrit    |                                                  | Notice no PA07000042                      | 44° 43′ 23″ N, 4° 10′ 58″ E      |       |
| Croix du Pal (d), située au col du Pal                                                                      | Montpezat-sous-Bauzon                         | Ardèche                 | Auvergne-Rhône-Alpes       | Inscrit    |                                                  | Notice no PA07000041                      | 44° 43′ 54″ N, 4° 10′ 13″ E      |       |
| Château de Tournon                                                                                          | Tournon-sur-Rhône                             | Ardèche                 | Auvergne-Rhône-Alpes       | Inscrit    | Classé (1927, 1938, 1960)                        | Notice no PA00116828                      | 45° 03′ 53″ N, 4° 49′ 54″ E      |       |
| Spoulga des églises                                                                                         | Bouan                                         | Ariège                  | Occitanie                  | Inscrit    |                                                  | Notice no PA09000038                      | 42° 48′ 25″ N, 1° 38′ 26″ E      |       |
| Église Saint-Barthélemy                                                                                     | Castillon-en-Couserans                        | Ariège                  | Occitanie                  | Inscrit    |                                                  | Notice no PA09000039                      | 42° 55′ 16″ N, 1° 02′ 06″ E      |       |
| Château de Nogarède                                                                                         | Sieuras                                       | Ariège                  | Occitanie                  | Inscrit    | Inscrit (1989)                                   | Notice no PA00093945                      | 43° 12′ 09″ N, 1° 21′ 38″ E      |       |
| Château de Brienne-le-Château                                                                               | Brienne-le-Château                            | Aube                    | Grand Est                  | Inscrit    | Inscrit (1935)                                   | Notice no PA00078062                      | 48° 23′ 30″ N, 4° 31′ 14″ E      |       |
| Église Saint-Saturnin                                                                                       | Belpech                                       | Aude                    | Occitanie                  | Inscrit    | Classé (1906)                                    | Notice no PA00102562                      | 43° 11′ 54″ N, 1° 45′ 09″ E      |       |
| Maison bulles de Daniel Bord                                                                                | Festes-et-Saint-André                         | Aude                    | Occitanie                  | Inscrit    |                                                  | Notice no PA11000064                      | 42° 57′ 23″ N, 2° 07′ 31″ E      |       |
| Vestiges des châteaux de Lastours                                                                           | Lastours                                      | Aude                    | Occitanie                  | Inscrit    | Classé (1905)                                    | Notice no PA00102727                      | 43° 20′ 11″ N, 2° 22′ 42″ E      |       |
| Aqueduc des sources de Fontfroide (d)                                                                       | Montredon-des-Corbières                       | Aude                    | Occitanie                  | Inscrit    |                                                  | Notice no PA11000063                      | 43° 10′ 53″ N, 2° 56′ 30″ E      |       |
| Château de Puilaurens                                                                                       | Puilaurens                                    | Aude                    | Occitanie                  | Inscrit    | Classé (1902)                                    | Notice no PA00102871                      | 42° 48′ 14″ N, 2° 17′ 58″ E      |       |
| Vestiges du château de Termes                                                                               | Termes                                        | Aude                    | Occitanie                  | Inscrit    | Classé (1989)                                    | Notice no PA00102907                      | 43° 00′ 08″ N, 2° 33′ 24″ E      |       |
| Vestiges du château d'Aguilar                                                                               | Tuchan                                        | Aude                    | Occitanie                  | Inscrit    | Classé (1949)                                    | Notice no PA00102913                      | 42° 53′ 26″ N, 2° 44′ 49″ E      |       |
| Église Saint-Sébastien (d)                                                                                  | Bournazel                                     | Aveyron                 | Occitanie                  | Inscrit    |                                                  | Notice no PA12000081                      | 44° 27′ 40″ N, 2° 17′ 52″ E      |       |
| Enceinte du fort villageois de Saint-Jean-d'Alcas (d)                                                       | Saint-Jean-et-Saint-Paul                      | Aveyron                 | Occitanie                  | Inscrit    |                                                  | Notice no PA12000084                      | 43° 55′ 40″ N, 3° 00′ 19″ E      |       |
| Oratoire de Romette (d)                                                                                     | La Salvetat-Peyralès                          | Aveyron                 | Occitanie                  | Inscrit    |                                                  | Notice no PA12000082                      | 44° 14′ 05″ N, 2° 12′ 56″ E      |       |
| Ancienne succursale de la Banque de France (d)                                                              | Villefranche-de-Rouergue                      | Aveyron                 | Occitanie                  | Inscrit    |                                                  | Notice no PA12000083                      | 44° 21′ 11″ N, 2° 02′ 02″ E      |       |
| Ancien couvent des Visitandines                                                                             | Aix-en-Provence                               | Bouches-du-Rhône        | Provence-Alpes-Côte d'Azur | Inscrit    | Classé (1924)                                    | Notice no PA00080986                      | 43° 31′ 50″ N, 5° 27′ 04″ E      |       |
| Domaine de Saint-Pons                                                                                       | Aix-en-Provence                               | Bouches-du-Rhône        | Provence-Alpes-Côte d'Azur | Inscrit    | Classé (1944)                                    | Notice no PA00081104                      | 43° 30′ 21″ N, 5° 20′ 52″ E      |       |
| Hôtel de Glandeves                                                                                          | Aix-en-Provence                               | Bouches-du-Rhône        | Provence-Alpes-Côte d'Azur | Inscrit    |                                                  | Notice no PA13000117                      | 43° 31′ 51″ N, 5° 26′ 52″ E      |       |
| Fontaine Amédée Pichot (d)                                                                                  | Arles                                         | Bouches-du-Rhône        | Provence-Alpes-Côte d'Azur | Inscrit    |                                                  | Notice no PA13000110                      | 43° 40′ 49″ N, 4° 37′ 52″ E      |       |
| Église Saint-Pierre-ès-Liens de Trinquetaille (d)                                                           | Arles                                         | Bouches-du-Rhône        | Provence-Alpes-Côte d'Azur | Inscrit    |                                                  | Notice no PA13000121                      | 43° 40′ 51″ N, 4° 37′ 21″ E      |       |
| (d) | La Ciotat                                     | Bouches-du-Rhône        | Provence-Alpes-Côte d'Azur | Inscrit    |                                                  | Notice no PA13000111                      | 43° 10′ 28″ N, 5° 36′ 30″ E      |       |
| (d) | La Ciotat                                     | Bouches-du-Rhône        | Provence-Alpes-Côte d'Azur | Inscrit    |                                                  | Notice no PA13000112                      | 43° 10′ 32″ N, 5° 36′ 22″ E      |       |
| (d) | La Ciotat                                     | Bouches-du-Rhône        | Provence-Alpes-Côte d'Azur | Inscrit    |                                                  | Notice no PA13000113                      | 43° 10′ 25″ N, 5° 36′ 36″ E      |       |
| Hôtel Pesciolini ou de Mazargues                                                                            | Marseille                                     | Bouches-du-Rhône        | Provence-Alpes-Côte d'Azur | Inscrit    | Inscrit (1929)                                   | Notice no PA00081364                      | 43° 17′ 57″ N, 5° 22′ 35″ E      |       |
| Parc de l'unité d'habitation dite la Cité radieuse                                                          | Marseille                                     | Bouches-du-Rhône        | Provence-Alpes-Côte d'Azur | Classé     | Inscrit (2019)                                   | Notice no PA13000092                      | 43° 15′ 41″ N, 5° 23′ 47″ E      |       |
| Fontaine dite « Coste », place de la Joliette (d)                                                           | Marseille                                     | Bouches-du-Rhône        | Provence-Alpes-Côte d'Azur | Inscrit    |                                                  | Notice no PA13000114                      | 43° 18′ 18″ N, 5° 21′ 57″ E      |       |
| Fontaine Cantini (d)                                                                                        | Marseille                                     | Bouches-du-Rhône        | Provence-Alpes-Côte d'Azur | Inscrit    |                                                  | Notice no PA13000115                      | 43° 17′ 09″ N, 5° 23′ 01″ E      |       |
| Fontaine d'Amphitrite (d)                                                                                   | Marseille                                     | Bouches-du-Rhône        | Provence-Alpes-Côte d'Azur | Inscrit    |                                                  | Notice no PA13000116                      | 43° 17′ 20″ N, 5° 21′ 59″ E      |       |
| Fontaine Estrangin (d)                                                                                      | Marseille                                     | Bouches-du-Rhône        | Provence-Alpes-Côte d'Azur | Inscrit    |                                                  | Notice no PA13000118                      | 43° 17′ 25″ N, 5° 22′ 40″ E      |       |
| Fontaine des Danaïdes (d)                                                                                   | Marseille                                     | Bouches-du-Rhône        | Provence-Alpes-Côte d'Azur | Inscrit    |                                                  | Notice no PA13000119                      | 43° 17′ 59″ N, 5° 23′ 07″ E      |       |
| Vestiges de l'ancien château et du bourg castral de Castillon                                               | Paradou                                       | Bouches-du-Rhône        | Provence-Alpes-Côte d'Azur | Inscrit    |                                                  | Notice no PA13000120                      | 43° 42′ 18″ N, 4° 47′ 21″ E      |       |
| Château de Crèvecoeur (d)                                                                                   | Aigre                                         | Charente                | Nouvelle-Aquitaine         | Inscrit    |                                                  | Notice no PA16000067                      | 45° 53′ 35″ N, 0° 00′ 07″ E      |       |
| Site de l'agglomération antique de Cassinomagus                                                             | Chassenon                                     | Charente                | Nouvelle-Aquitaine         | Classé     | Inscrit (1987) Classé (1987)                     | Notice no PA00104286                      | 45° 50′ 55″ N, 0° 46′ 15″ E      |       |
| Château de la Rochandry                                                                                     | Mouthiers-sur-Boëme                           | Charente                | Nouvelle-Aquitaine         | Inscrit    |                                                  | Notice no PA16000068                      | 45° 33′ 36″ N, 0° 06′ 59″ E      |       |
| Château du Douhet                                                                                           | Le Douhet                                     | Charente-Maritime       | Nouvelle-Aquitaine         | Inscrit    | Inscrit (1969)                                   | Notice no PA00104672                      | 45° 49′ 17″ N, 0° 34′ 00″ O      |       |
| Ancien château, abritant l'hôtel de ville                                                                   | Pons                                          | Charente-Maritime       | Nouvelle-Aquitaine         | Inscrit    | Classé (1879, 1992)                              | Notice no PA00105316                      | 45° 34′ 41″ N, 0° 32′ 51″ O      |       |
| Hôtel de la Marine : logis, portail monumental                                                              | Rochefort                                     | Charente-Maritime       | Nouvelle-Aquitaine         | Classé     | Inscrit (2015)                                   | Notice no PA17000104                      | 45° 56′ 13″ N, 0° 57′ 29″ O      |       |
| Église Notre-Dame du Parc                                                                                   | Royan                                         | Charente-Maritime       | Nouvelle-Aquitaine         | Inscrit    |                                                  | Notice no PA17000112                      | 45° 37′ 02″ N, 1° 00′ 36″ O      |       |
| Colonne de la Liberté                                                                                       | Saintes                                       | Charente-Maritime       | Nouvelle-Aquitaine         | Classé     | Inscrit (2021)                                   | Notice no PA17000110                      | 45° 44′ 34″ N, 0° 38′ 08″ O      |       |
| Poudrière de Vergeroux                                                                                      | Vergeroux                                     | Charente-Maritime       | Nouvelle-Aquitaine         | Classé     | Inscrit (2015)                                   | Notice no PA17000106                      | 45° 57′ 46″ N, 0° 59′ 00″ O      |       |
| Monastère de Notre-Dame et Saint-Joseph du Mont-Carmel (d)                                                  | Bourges                                       | Cher                    | Centre-Val de Loire        | Inscrit    |                                                  | Notice no PA18000070                      | 47° 04′ 58″ N, 2° 24′ 07″ E      |       |
| Enceinte urbaine fortifiée dite citadelle de Bonifacio                                                      | Bonifacio                                     | Corse-du-Sud            | Corse                      | Inscrit    | Inscrit (1929)                                   | Notice no PA00099077                      | 41° 23′ 16″ N, 9° 09′ 34″ E      |       |
| Enceinte urbaine fortifiée dite citadelle de Bastia                                                         | Bastia                                        | Haute-Corse             | Corse                      | Inscrit    | Classé (1977) Inscrit (1935)                     | Notice no PA00099158                      | 42° 41′ 31″ N, 9° 27′ 07″ E      |       |
| Immeuble de l'ancienne chambre de commerce et d'industrie                                                   | Beaune                                        | Côte-d'Or               | Bourgogne-Franche-Comté    | Classé     | Inscrit (2019)                                   | Notice no PA21000094                      | 47° 01′ 23″ N, 4° 50′ 20″ E      |       |
| Domaine du château du Roussay                                                                               | Clomot                                        | Côte-d'Or               | Bourgogne-Franche-Comté    | Inscrit    | Inscrit (1929, 1982)                             | Notice no PA00112217                      | 47° 11′ 34″ N, 4° 29′ 32″ E      |       |
| Ancien jeu de paume (d) de l'hôtel des Barres                                                               | Dijon                                         | Côte-d'Or               | Bourgogne-Franche-Comté    | Inscrit    |                                                  | Notice no PA21000110                      | 47° 19′ 11″ N, 5° 02′ 40″ E      |       |
| Château de Fontaine-Française                                                                               | Fontaine-Française                            | Côte-d'Or               | Bourgogne-Franche-Comté    | Classé     | Classé (1945) Inscrit (1993, 2017)               | Notice no PA00112465                      | 47° 31′ 37″ N, 5° 22′ 07″ E      |       |
| Monument à Lazare Carnot                                                                                    | Nolay                                         | Côte-d'Or               | Bourgogne-Franche-Comté    | Inscrit    |                                                  | Notice no PA21000111                      | 46° 57′ 05″ N, 4° 38′ 04″ E      |       |
| Maison d'armateur dite maison Vasserot (d)                                                                  | Binic-Étables-sur-Mer                         | Côtes-d'Armor           | Bretagne                   | Inscrit    |                                                  | Notice no PA22000068                      | 48° 36′ 06″ N, 2° 49′ 24″ O      |       |
| Chapelle Saint-Léon de l'école Saint-Ilan (d)                                                               | Langueux                                      | Côtes-d'Armor           | Bretagne                   | Inscrit    |                                                  | Notice no PA22000069                      | 48° 30′ 26″ N, 2° 42′ 22″ O      |       |
| Manoir de Pellinec (d) et son jardin                                                                        | Penvénan                                      | Côtes-d'Armor           | Bretagne                   | Inscrit    |                                                  | Notice no PA22000070                      | 48° 49′ 45″ N, 3° 17′ 33″ O      |       |
| Chapelle Notre-Dame-du-Temple (d) et son placître                                                           | Pléboulle                                     | Côtes-d'Armor           | Bretagne                   | Inscrit    |                                                  | Notice no PA22000071                      | 48° 35′ 38″ N, 2° 20′ 45″ O      |       |
| Grotte de Cazelle (d)                                                                                       | Les Eyzies-de-Tayac-Sireuil                   | Dordogne                | Nouvelle-Aquitaine         | Classé     | Inscrit (2013)                                   | Notice no PA24000083                      | 44° 55′ 29″ N, 1° 00′ 59″ E      |       |
| Grange ovalaire de La Roche-Picout (d)                                                                      | Payzac                                        | Dordogne                | Nouvelle-Aquitaine         | Inscrit    |                                                  | Notice no PA24000102                      | 45° 27′ 08″ N, 1° 14′ 04″ E      |       |
| Église Saint-Michel des Bréseux                                                                             | Les Bréseux                                   | Doubs                   | Bourgogne-Franche-Comté    | Classé     | Inscrit (2021)                                   | Notice no PA25000092                      | 47° 16′ 12″ N, 6° 48′ 27″ E      |       |
| Croix des Grangettes (d)                                                                                    | Les Grangettes                                | Doubs                   | Bourgogne-Franche-Comté    | Inscrit    |                                                  | Notice no PA25000105                      | 46° 49′ 41″ N, 6° 18′ 42″ E      |       |
| Monument aux morts de la guerre 1914-1918 (d)                                                               | Serquigny                                     | Eure                    | Normandie                  | Inscrit    |                                                  | Notice no PA27000098                      | 49° 06′ 33″ N, 0° 42′ 46″ E      |       |
| Bailliage de justice de Crécy (d), actuelle mairie                                                          | Crécy-Couvé                                   | Eure-et-Loir            | Centre-Val de Loire        | Inscrit    | Inscrit (1992)                                   | Notice no PA00097253                      | 48° 40′ 20″ N, 1° 16′ 54″ E      |       |
| Église Saint-Remi de Vérigny (d)                                                                            | Mittainvilliers-Vérigny                       | Eure-et-Loir            | Centre-Val de Loire        | Inscrit    |                                                  | Notice no PA28000057                      | 48° 31′ 11″ N, 1° 19′ 24″ E      |       |
| Ancienne ferme seigneurial                                                                                  | Néron                                         | Eure-et-Loir            | Centre-Val de Loire        | Inscrit    | Inscrit (1977)                                   | Notice no PA28000055                      | 48° 36′ 10″ N, 1° 30′ 48″ E      |       |
| Maison Crosnier (d)                                                                                         | Brest                                         | Finistère               | Bretagne                   | Inscrit    |                                                  | Notice no PA29000111                      | 48° 23′ 02″ N, 4° 29′ 15″ O      |       |
| Maison Fargeon (d)                                                                                          | Nîmes                                         | Gard                    | Occitanie                  | Inscrit    |                                                  | Notice no PA30000142                      | 43° 50′ 29″ N, 4° 21′ 26″ E      |       |
| Château de la Nine (d)                                                                                      | Boussan                                       | Haute-Garonne           | Occitanie                  | Inscrit    |                                                  | Notice no PA31000128                      | 43° 14′ 24″ N, 0° 51′ 25″ E      |       |
| Caserne Jacques Vion                                                                                        | Toulouse                                      | Haute-Garonne           | Occitanie                  | Inscrit    |                                                  | Notice no PA31000129                      | 43° 35′ 39″ N, 1° 25′ 54″ E      |       |
| Villa, 23 rue des Chalets (d)                                                                               | Toulouse                                      | Haute-Garonne           | Occitanie                  | Inscrit    |                                                  | Notice no PA31000130                      | 43° 36′ 45″ N, 1° 26′ 30″ E      |       |
| Vestiges de fortifications et de défense du château (d)                                                     | Courrensan                                    | Gers                    | Occitanie                  | Inscrit    | Inscrit (1979)                                   | Notice no PA00094789                      | 43° 51′ 00″ N, 0° 14′ 31″ E      |       |
| Bassins à flot de Bordeaux                                                                                  | Bordeaux                                      | Gironde                 | Nouvelle-Aquitaine         | Inscrit    |                                                  | Notice no PA33000102                      | 44° 51′ 57″ N, 0° 33′ 16″ O      |       |
| Hôtel de Nesmond                                                                                            | Bordeaux                                      | Gironde                 | Nouvelle-Aquitaine         | Inscrit    |                                                  | Notice no PA33000255                      | 44° 50′ 26″ N, 0° 34′ 43″ O      |       |
| Bâtiment des bains du Castel d'Andorte                                                                      | Le Bouscat                                    | Gironde                 | Nouvelle-Aquitaine         | Inscrit    | Inscrit (2009)                                   | Notice no PA00083488                      | 44° 51′ 57″ N, 0° 36′ 38″ O      |       |
| Synagogue de Libourne                                                                                       | Libourne                                      | Gironde                 | Nouvelle-Aquitaine         | Inscrit    | Inscrit (1995) Abrogé (2024)                     | Notice no PA00135179                      | 44° 54′ 46″ N, 0° 14′ 42″ O      |       |
| Église Saint-Jean-Baptiste d'Origne                                                                         | Origne                                        | Gironde                 | Nouvelle-Aquitaine         | Inscrit    | Inscrit (1987)                                   | Notice no PA00083653                      | 44° 29′ 32″ N, 0° 30′ 07″ O      |       |
| Catacombes de Saint-Émilion (d)                                                                             | Saint-Émilion                                 | Gironde                 | Nouvelle-Aquitaine         | Classé     | Inscrit (2020)                                   | Notice no PA33000241                      | 44° 53′ 36″ N, 0° 09′ 23″ O      |       |
| Abbaye Saint-Pierre de Vertheuil                                                                            | Vertheuil                                     | Gironde                 | Nouvelle-Aquitaine         | Classé     | Classé (1840, 1974) Inscrit (1974,2000,2021)     | Notice no PA00083859                      | 45° 15′ 02″ N, 0° 50′ 03″ O      |       |
| Maison Bousquet (d) : salle de réception et le salon avec leurs cheminées                                   | Caux                                          | Hérault                 | Occitanie                  | Inscrit    |                                                  | Notice no PA34000139                      | 43° 30′ 27″ N, 3° 22′ 04″ E      |       |
| Grand pailler et petit pailler de Prat d'Alaric (d)                                                         | Fraïsse-sur-Agout                             | Hérault                 | Occitanie                  | Inscrit    |                                                  | Notice no PA34000136                      | 43° 36′ 02″ N, 2° 48′ 02″ E      |       |
| Hôtel de Farges                                                                                             | Montpellier                                   | Hérault                 | Occitanie                  | Inscrit    |                                                  | Notice no PA34000138                      | 43° 36′ 36″ N, 3° 52′ 31″ E      |       |
| Tour-porte de Fabregole et mur mitoyen                                                                      | Viols-le-Fort                                 | Hérault                 | Occitanie                  | Inscrit    |                                                  | Notice no PA34000137                      | 43° 44′ 34″ N, 3° 42′ 16″ E      |       |
| Domaine de la Blossière (d)                                                                                 | Bourg-des-Comptes                             | Ille-et-Vilaine         | Bretagne                   | Inscrit    |                                                  | Notice no PA35000093                      | 47° 55′ 38″ N, 1° 44′ 50″ O      |       |
| Immeuble, 11 rue Chateaubriand (d)                                                                          | Saint-Malo                                    | Ille-et-Vilaine         | Bretagne                   | Inscrit    |                                                  | Notice no PA35000094                      | 48° 39′ 04″ N, 2° 01′ 29″ O      |       |
| Église Saint-André d'Antrain                                                                                | Val-Couesnon                                  | Ille-et-Vilaine         | Bretagne                   | Inscrit    |                                                  | Notice no PA35000095                      | 48° 27′ 41″ N, 1° 29′ 08″ O      |       |
| Moulin de Venet (d)                                                                                         | Bagneux                                       | Indre                   | Centre-Val de Loire        | Inscrit    |                                                  | Notice no PA36000054                      | 47° 10′ 08″ N, 1° 47′ 02″ E      |       |
| Château de la Prune-au-Pot                                                                                  | Ceaulmont                                     | Indre                   | Centre-Val de Loire        | Inscrit    | Inscrit (1972)                                   | Notice no PA00097287                      | 46° 31′ 03″ N, 1° 33′ 24″ E      |       |
| Viaduc de l'Auzon                                                                                           | Cluis                                         | Indre                   | Centre-Val de Loire        | Inscrit    |                                                  | Notice no PA36000053                      | 46° 32′ 34″ N, 1° 43′ 54″ E      |       |
| Château de La Brosse (d)                                                                                    | Saint-Lactencin                               | Indre                   | Centre-Val de Loire        | Inscrit    |                                                  | Notice no PA36000055                      | 46° 53′ 37″ N, 1° 27′ 47″ E      |       |
| Château Gaillard                                                                                            | Amboise                                       | Indre-et-Loire          | Centre-Val de Loire        | Inscrit    | Inscrit (1963)                                   | Notice no PA00097505                      | 47° 24′ 24″ N, 0° 59′ 58″ E      |       |
| Domaine de la Haute Barde (d), ancien orphelinat des Ronces dit également maison de villégiature            | Beaumont-Louestault                           | Indre-et-Loire          | Centre-Val de Loire        | Inscrit    |                                                  | Notice no PA37000044                      | 47° 34′ 08″ N, 0° 37′ 23″ E      |       |
| Grange du manoir de La Becthière                                                                            | Druye                                         | Indre-et-Loire          | Centre-Val de Loire        | Inscrit    | Inscrit (1962)                                   | Notice no PA00097743                      | 47° 17′ 57″ N, 0° 34′ 22″ E      |       |
| Maison des Gasniers (d)                                                                                     | Druye                                         | Indre-et-Loire          | Centre-Val de Loire        | Inscrit    |                                                  | Notice no PA37000046                      | 47° 19′ 00″ N, 0° 33′ 42″ E      |       |
| Hôtel Binet                                                                                                 | Tours                                         | Indre-et-Loire          | Centre-Val de Loire        | Inscrit    | Inscrit (1927)                                   | Notice no PA00098165                      | 47° 23′ 30″ N, 0° 41′ 00″ E      |       |
| Grand théâtre                                                                                               | Tours                                         | Indre-et-Loire          | Centre-Val de Loire        | Classé     | Classé (2000) Inscrit (1994)                     | Notice no PA00132565                      | 47° 23′ 40″ N, 0° 41′ 24″ E      |       |
| Hôtel de Ville                                                                                              | Grenoble                                      | Isère                   | Auvergne-Rhône-Alpes       | Inscrit    |                                                  | Notice no PA38000046                      | 45° 11′ 11″ N, 5° 44′ 11″ E      |       |
| Église Saint-Pierre de Rovon (d)                                                                            | Rovon                                         | Isère                   | Auvergne-Rhône-Alpes       | Inscrit    |                                                  | Notice no PA38000047                      | 45° 12′ 08″ N, 5° 27′ 41″ E      |       |
| Château de Virieu                                                                                           | Virieu                                        | Isère                   | Auvergne-Rhône-Alpes       | Inscrit    | Inscrit (1965, 1990)                             | Notice no PA00117355                      | 45° 28′ 46″ N, 5° 28′ 45″ E      |       |
| Maison Sermu (d)                                                                                            | Baume-les-Messieurs                           | Jura                    | Bourgogne-Franche-Comté    | Inscrit    |                                                  | Notice no PA39000136                      | 46° 41′ 49″ N, 5° 38′ 17″ E      |       |
| Abbaye Saint-Pierre de Baume-les-Messieurs                                                                  | Baume-les-Messieurs                           | Jura                    | Bourgogne-Franche-Comté    | Inscrit    | Classé (1862) Inscrit (1929, 1933)               | Notice no PA00101814                      | 46° 42′ 28″ N, 5° 38′ 55″ E      |       |
| Église Sainte-Anne et son presbytère                                                                        | Tavaux                                        | Jura                    | Bourgogne-Franche-Comté    | Classé     | Inscrit (2020)                                   | Notice no PA39000129                      | 47° 03′ 09″ N, 5° 25′ 04″ E      |       |
| Domaine Bordes de Luxey (d) : maison de maître, l'ancienne scierie                                          | Luxey                                         | Landes                  | Nouvelle-Aquitaine         | Inscrit    |                                                  | Notice no PA40000098                      | 44° 15′ 49″ N, 0° 31′ 10″ O      |       |
| Église Saint-Michel (d)                                                                                     | Saint-Michel-Escalus                          | Landes                  | Nouvelle-Aquitaine         | Inscrit    |                                                  | Notice no PA40000099                      | 43° 52′ 35″ N, 1° 13′ 58″ O      |       |
| Maison de la Chancellerie                                                                                   | Blois                                         | Loir-et-Cher            | Centre-Val de Loire        | Classé     | Inscrit (1930, 1946, 2022)                       | Notice no PA00098371                      | 47° 35′ 14″ N, 1° 19′ 51″ E      |       |
| Château de la Ravinière (d)                                                                                 | Fontaines-en-Sologne                          | Loir-et-Cher            | Centre-Val de Loire        | Inscrit    |                                                  | Notice no PA41000079                      | 47° 30′ 38″ N, 1° 34′ 29″ E      |       |
| Château de Villesavin : colombier, éléments bâtis autour des cours de la ferme et des écuries, sols         | Tour-en-Sologne                               | Loir-et-Cher            | Centre-Val de Loire        | Inscrit    | Classé (1952) Inscrit (1928)                     | Notice no PA00098621                      | 47° 32′ 48″ N, 1° 30′ 51″ E      |       |
| Immeuble, 23 rue Martin Bernard (d) et le mur mitoyen de la maison des Lions (d)                            | Montbrison                                    | Loire                   | Auvergne-Rhône-Alpes       | Inscrit    | Inscrit (1949,2012)                              | Notice no PA00117527 Notice no PA00117530 | 45° 36′ 28″ N, 4° 03′ 54″ E      |       |
| Maison Latour (d)                                                                                           | Montbrison                                    | Loire                   | Auvergne-Rhône-Alpes       | Inscrit    | Classé (1875)                                    | Notice no PA00117528                      | 45° 36′ 20″ N, 4° 04′ 01″ E      |       |
| Relais de poste dit le Petit Louvre                                                                         | La Pacaudière                                 | Loire                   | Auvergne-Rhône-Alpes       | Classé     | Classé (1932) Inscrit (2020)                     | Notice no PA00117540                      | 46° 10′ 34″ N, 3° 52′ 02″ E      |       |
| Château du Poyet (d)                                                                                        | Pouilly-sous-Charlieu                         | Loire                   | Auvergne-Rhône-Alpes       | Inscrit    |                                                  | Notice no PA42000056                      | 46° 07′ 04″ N, 4° 09′ 08″ E      |       |
| Canal de l'aqueduc du Gier (d)                                                                              | Saint-Chamond                                 | Loire                   | Auvergne-Rhône-Alpes       | Inscrit    |                                                  | Notice no PA42000057                      | 45° 29′ 38″ N, 4° 31′ 26″ E      |       |
| Remparts de Saint-Haon-le-Châtel : enceinte, tours de l'ancien bourg, tour tronquée                         | Saint-Haon-le-Châtel                          | Loire                   | Auvergne-Rhône-Alpes       | Inscrit    | Inscrit (1925)                                   | Notice no PA00117624                      | 46° 03′ 58″ N, 3° 54′ 53″ E      |       |
| Ancienne église abbatiale Notre-Dame de Bonlieu                                                             | Sainte-Agathe-la-Bouteresse                   | Loire                   | Auvergne-Rhône-Alpes       | Classé     | Inscrit (1952)                                   | Notice no PA00117574                      | 45° 44′ 00″ N, 4° 02′ 36″ E      |       |
| Église Saint-Martin                                                                                         | Donges                                        | Loire-Atlantique        | Pays de la Loire           | Inscrit    |                                                  | Notice no PA44000073                      | 47° 19′ 07″ N, 2° 04′ 24″ O      |       |
| Château du Brossay et sa chapelle                                                                           | Guémené-Penfao                                | Loire-Atlantique        | Pays de la Loire           | Inscrit    |                                                  | Notice no PA44000074                      | 47° 40′ 46″ N, 1° 49′ 07″ O      |       |
| Château de Mez-le-Maréchal et ruines de l'église du Mez                                                     | Dordives                                      | Loiret                  | Centre-Val de Loire        | Inscrit    | Inscrit (1940)                                   | Notice no PA00098766                      | 48° 09′ 01″ N, 2° 47′ 32″ E      |       |
| Maquis de Lorris : les maisons forestières du carrefour de Bordes, Lorris, Montereau et d'Ouzouer-sur-Loire | Lorris Les Bordes Montereau Ouzouer-sur-Loire | Loiret                  | Centre-Val de Loire        | Inscrit    |                                                  | Notice no PA45000059                      | 47° 49′ 29″ N, 2° 29′ 03″ E      |       |
| Maison, 9 rue des Trois-Maries (d)                                                                          | Orléans                                       | Loiret                  | Centre-Val de Loire        | Inscrit    |                                                  | Notice no PA45000058                      | 47° 54′ 01″ N, 1° 54′ 25″ E      |       |
| Ruines du château de l'Isle                                                                                 | Saint-Denis-en-Val                            | Loiret                  | Centre-Val de Loire->      | Classé     | Inscrit (1925)                                   | Notice no PA00099004                      | 47° 53′ 18″ N, 1° 59′ 40″ E      |       |
| Ferme et domaine de Pissebas (d)                                                                            | Gramat                                        | Lot                     | Occitanie                  | Inscrit    |                                                  | Notice no PA46000083                      | 44° 46′ 12″ N, 1° 41′ 48″ E      |       |
| Église Notre-Dame de Camy                                                                                   | Payrac                                        | Lot                     | Occitanie                  | Inscrit    |                                                  | Notice no PA46000086                      | 44° 46′ 55″ N, 1° 27′ 21″ E      |       |
| Église Notre-Dame-de-l'Assomption (d)                                                                       | Reilhaguet                                    | Lot                     | Occitanie                  | Inscrit    |                                                  | Notice no PA46000087                      | 44° 46′ 12″ N, 1° 30′ 15″ E      |       |
| Ferme dite maison Marot (d)                                                                                 | Sénaillac-Latronquière                        | Lot                     | Occitanie                  | Inscrit    |                                                  | Notice no PA46000084                      | 44° 49′ 55″ N, 2° 04′ 54″ E      |       |
| Ferme au lieu-dit Aleyrangues (d)                                                                           | Sousceyrac-en-Quercy                          | Lot                     | Occitanie                  | Inscrit    |                                                  | Notice no PA46000085                      | 44° 57′ 54″ N, 1° 59′ 17″ E      |       |
| Palais de justice                                                                                           | Agen                                          | Lot-et-Garonne          | Occitanie                  | Inscrit    | Inscrit (1979)                                   | Notice no PA00084054                      | 44° 11′ 57″ N, 0° 37′ 00″ E      |       |
| Pépinière Latour-Marliac et « villa Edgar »                                                                 | Le Temple-sur-Lot                             | Lot-et-Garonne          | Occitanie                  | Inscrit    |                                                  | Notice no PA47000112                      | 44° 22′ 42″ N, 0° 31′ 32″ E      |       |
| Maison, 19 rue Basse (d)                                                                                    | Ispagnac                                      | Lozère                  | Occitanie                  | Inscrit    |                                                  | Notice no PA48000030                      | 44° 22′ 36″ N, 3° 31′ 19″ E      |       |
| Maison de Thomassy (d)                                                                                      | Meyrueis                                      | Lozère                  | Occitanie                  | Inscrit    |                                                  | Notice no PA48000029                      | 44° 10′ 42″ N, 3° 25′ 46″ E      |       |
| Château de Saint-Alban : les éléments de l'ancien hôpital psychiatrique de Saint-Alban                      | Saint-Alban-sur-Limagnole                     | Lozère                  | Occitanie                  | Inscrit    | Classé (1942)                                    | Notice no PA00103910                      | 44° 46′ 54″ N, 3° 23′ 21″ E      |       |
| Château d'Étiau (d)                                                                                         | Saint-Philbert-du-Peuple                      | Maine-et-Loire          | Pays de la Loire           | Inscrit    |                                                  | Notice no PA49000104                      | 47° 24′ 12″ N, 0° 04′ 10″ O      |       |
| Site paléolithique moyen du Pou                                                                             | Le Rozel                                      | Manche                  | Normandie                  | Inscrit    |                                                  | Notice no PA50000105                      | 49° 28′ 20″ N, 1° 50′ 26″ O      |       |
| Hôtel Ponsardin                                                                                             | Reims                                         | Marne                   | Grand Est                  | Inscrit    | Classé (1950)                                    | Notice no PA00078793                      | 49° 15′ 23″ N, 4° 02′ 13″ E      |       |
| American Memorial Hospital                                                                                  | Reims                                         | Marne                   | Grand Est                  | Inscrit    |                                                  | Notice no PA51000030                      | 49° 13′ 47″ N, 4° 01′ 00″ E      |       |
| Maison du four du chapitre (d)                                                                              | Langres                                       | Haute-Marne             | Grand Est                  | Inscrit    |                                                  | Notice no PA52000042                      | 47° 51′ 54″ N, 5° 20′ 07″ E      |       |
| Château de Thévalles                                                                                        | Chémeré-le-Roi                                | Mayenne                 | Pays de la Loire           | Inscrit    |                                                  | Notice no PA53000043                      | 47° 58′ 14″ N, 0° 25′ 06″ O      |       |
| Musée Robert-et-Lise-Tatin                                                                                  | Cossé-le-Vivien                               | Mayenne                 | Pays de la Loire           | Classé     | Inscrit (2022)                                   | Notice no PA53000042                      | 47° 55′ 59″ N, 0° 53′ 48″ O      |       |
| Château de Mortreux : douves, fossés, réseau hydraulique                                                    | Daon                                          | Mayenne                 | Pays de la Loire           | Inscrit    | Classé (1933)                                    | Notice no PA00109498                      | 47° 45′ 10″ N, 0° 36′ 42″ O      |       |
| Église Notre-Dame-des-Cordeliers                                                                            | Laval                                         | Mayenne                 | Pays de la Loire           | Classé     | Inscrit (1926)                                   | Notice no PA00109528                      | 48° 04′ 12″ N, 0° 46′ 42″ O      |       |
| Hôtel de Monfrand                                                                                           | Laval                                         | Mayenne                 | Pays de la Loire           | Inscrit    | Inscrit (1983)                                   | Notice no PA00109537                      | 48° 04′ 12″ N, 0° 45′ 51″ O      |       |
| Villa Mathieu (d)                                                                                           | Toul                                          | Meurthe-et-Moselle      | Grand Est                  | Inscrit    |                                                  | Notice no PA54000091                      | 48° 40′ 06″ N, 5° 53′ 05″ E      |       |
| Dolmen de Kerhenry                                                                                          | Arradon                                       | Morbihan                | Bretagne                   | Inscrit    |                                                  | Notice no PA56000097                      | 47° 37′ 51″ N, 2° 47′ 50″ O      |       |
| Dolmens du Couédic (d)                                                                                      | Baden                                         | Morbihan                | Bretagne                   | Inscrit    |                                                  | Notice no PA56000098                      | 47° 35′ 13″ N, 2° 55′ 23″ O      |       |
| Dolmens de Lann Toulvern                                                                                    | Baden                                         | Morbihan                | Bretagne                   | Inscrit    |                                                  | Notice no PA56000099                      | 47° 35′ 49″ N, 2° 55′ 32″ O      |       |
| Dolmen du Rohello (d)                                                                                       | Baden                                         | Morbihan                | Bretagne                   | Inscrit    |                                                  | Notice no PA56000100                      | 47° 37′ 07″ N, 2° 56′ 52″ O      |       |
| Dolmen de Keryargon (d)                                                                                     | Belz                                          | Morbihan                | Bretagne                   | Inscrit    |                                                  | Notice no PA56000101                      | 47° 40′ 57″ N, 3° 09′ 44″ O      |       |
| Dolmen du Moulin des Oies                                                                                   | Belz                                          | Morbihan                | Bretagne                   | Inscrit    |                                                  | Notice no PA56000102                      | 47° 40′ 54″ N, 3° 10′ 47″ O      |       |
| Menhir du Villionnec (d)                                                                                    | Belz                                          | Morbihan                | Bretagne                   | Inscrit    |                                                  | Notice no PA56000103                      | 47° 39′ 53″ N, 3° 09′ 24″ O      |       |
| Domaine de la Bourdonnaye                                                                                   | Carentoir                                     | Morbihan                | Bretagne                   | Inscrit    |                                                  | Notice no PA56000138                      | 47° 50′ 29″ N, 2° 11′ 39″ O      |       |
| Dolmen de la Croix Audran (d)                                                                               | Carnac                                        | Morbihan                | Bretagne                   | Inscrit    |                                                  | Notice no PA56000104                      | 47° 35′ 35″ N, 3° 04′ 38″ O      |       |
| Dolmens et allée couverte de Mézerma (d)                                                                    | Carnac                                        | Morbihan                | Bretagne                   | Inscrit    |                                                  | Notice no PA56000105                      | 47° 37′ 40″ N, 3° 04′ 47″ O      |       |
| Ensemble mégalithique de Quéric-la-Lande (d) : allée et menhirs d'Er Grageu, dolmens de Mané Roch er Tallec | Carnac                                        | Morbihan                | Bretagne                   | Inscrit    |                                                  | Notice no PA56000106                      | 47° 38′ 21″ N, 3° 05′ 18″ O      |       |
| Tumulus de Mané Hui et sa ciste (d)                                                                         | Carnac                                        | Morbihan                | Bretagne                   | Inscrit    |                                                  | Notice no PA56000107                      | 47° 36′ 41″ N, 3° 02′ 02″ O      |       |
| Dolmen de Nautério (d)                                                                                      | Carnac                                        | Morbihan                | Bretagne                   | Inscrit    |                                                  | Notice no PA56000140                      | 47° 36′ 44″ N, 3° 04′ 50″ O      |       |
| Domaine du Plessis-Kaër                                                                                     | Crach                                         | Morbihan                | Bretagne                   | Inscrit    | Inscrit (1934)                                   | Notice no PA00091163                      | 47° 38′ 41″ N, 2° 58′ 33″ O      |       |
| Dolmens de Kerantré (d)                                                                                     | Crach                                         | Morbihan                | Bretagne                   | Inscrit    |                                                  | Notice no PA56000108                      | 47° 37′ 46″ N, 2° 58′ 03″ O      |       |
| Dolmen de Peudrec (d)                                                                                       | Crach                                         | Morbihan                | Bretagne                   | Inscrit    |                                                  | Notice no PA56000109                      | 47° 36′ 46″ N, 3° 00′ 24″ O      |       |
| Dolmen de la pointe Vide-Bouteilles (d)                                                                     | Crach                                         | Morbihan                | Bretagne                   | Inscrit    |                                                  | Notice no PA56000110                      | 47° 38′ 02″ N, 2° 57′ 48″ O      |       |
| Dolmen de Kerkado (d)                                                                                       | Crach                                         | Morbihan                | Bretagne                   | Inscrit    |                                                  | Notice no PA56000111                      | 47° 36′ 52″ N, 2° 57′ 45″ O      |       |
| Alignement de la baie de Saint-Jean (d)                                                                     | Crach                                         | Morbihan                | Bretagne                   | Inscrit    |                                                  | Notice no PA56000112                      | 47° 37′ 14″ N, 3° 01′ 17″ O      |       |
| Dolmen de Kervin-Brigitte (d)                                                                               | Crach                                         | Morbihan                | Bretagne                   | Inscrit    |                                                  | Notice no PA56000113                      | 47° 38′ 50″ N, 2° 59′ 45″ O      |       |
| Alignement de Coët er Blei (d)                                                                              | Erdeven                                       | Morbihan                | Bretagne                   | Inscrit    |                                                  | Notice no PA56000114                      | 47° 37′ 54″ N, 3° 07′ 16″ O      |       |
| Alignement de Kerascouët                                                                                    | Erdeven                                       | Morbihan                | Bretagne                   | Inscrit    |                                                  | Notice no PA56000115                      | 47° 38′ 14″ N, 3° 10′ 20″ O      |       |
| Tertre de Lannec er Gadouer (d)                                                                             | Erdeven                                       | Morbihan                | Bretagne                   | Inscrit    |                                                  | Notice no PA56000141                      | 47° 37′ 52″ N, 3° 07′ 11″ O      |       |
| Menhir du Léry                                                                                              | Erdeven                                       | Morbihan                | Bretagne                   | Inscrit    |                                                  | Notice no PA56000118                      | 47° 39′ 34″ N, 3° 07′ 56″ O      |       |
| Alignement de Mané Bras (d)                                                                                 | Erdeven                                       | Morbihan                | Bretagne                   | Inscrit    |                                                  | Notice no PA56000116                      | 47° 38′ 01″ N, 3° 07′ 52″ O      |       |
| Menhir de Men Glas                                                                                          | Erdeven                                       | Morbihan                | Bretagne                   | Inscrit    |                                                  | Notice no PA56000119                      | 47° 37′ 59″ N, 3° 09′ 08″ O      |       |
| Menhir de Men Plat                                                                                          | Erdeven                                       | Morbihan                | Bretagne                   | Inscrit    |                                                  | Notice no PA56000121                      | 47° 38′ 07″ N, 3° 10′ 27″ O      |       |
| Alignement du Narbon                                                                                        | Erdeven                                       | Morbihan                | Bretagne                   | Inscrit    |                                                  | Notice no PA56000117                      | 47° 37′ 43″ N, 3° 09′ 53″ O      |       |
| Tertre et cistes du Pusso (d)                                                                               | Erdeven                                       | Morbihan                | Bretagne                   | Inscrit    |                                                  | Notice no PA56000120                      | 47° 37′ 40″ N, 3° 06′ 20″ O      |       |
| Alignement de Brouel (d)                                                                                    | L'Île-aux-Moines                              | Morbihan                | Bretagne                   | Inscrit    |                                                  | Notice no PA56000122                      | 47° 35′ 27″ N, 2° 49′ 50″ O      |       |
| Dolmens et ciste de la pointe de Nioul (d)                                                                  | L'Île-aux-Moines                              | Morbihan                | Bretagne                   | Inscrit    |                                                  | Notice no PA56000123                      | 47° 33′ 37″ N, 2° 51′ 35″ O      |       |
| Ensemble mégalithique de Roh Vras (d)                                                                       | L'Île-aux-Moines                              | Morbihan                | Bretagne                   | Inscrit    |                                                  | Notice no PA56000124                      | 47° 34′ 41″ N, 2° 51′ 21″ O      |       |
| Dolmens de la pointe de Liouse                                                                              | L'Île-d'Arz                                   | Morbihan                | Bretagne                   | Inscrit    |                                                  | Notice no PA56000125                      | 47° 34′ 45″ N, 2° 48′ 44″ O      |       |
| Dolmen de l'Île Longue                                                                                      | Larmor-Baden                                  | Morbihan                | Bretagne                   | Inscrit    |                                                  | Notice no PA56000126                      | 47° 34′ 03″ N, 2° 54′ 30″ O      |       |
| Alignements de Kerpenhir, alignement de Men Letionec, menhir de Goémorent                                   | Locmariaquer                                  | Morbihan                | Bretagne                   | Inscrit    |                                                  | Notice no PA56000127                      | 47° 33′ 28″ N, 2° 55′ 44″ O      |       |
| Dolmen de la pointe Er Hourel                                                                               | Locmariaquer                                  | Morbihan                | Bretagne                   | Inscrit    |                                                  | Notice no PA56000128                      | 47° 33′ 14″ N, 2° 57′ 45″ O      |       |
| Dolmen de Saint-Pierre Lopérec                                                                              | Locmariaquer                                  | Morbihan                | Bretagne                   | Inscrit    |                                                  | Notice no PA56000129                      | 47° 34′ 00″ N, 2° 58′ 17″ O      |       |
| Menhir de Mein Er Mere                                                                                      | Locmariaquer                                  | Morbihan                | Bretagne                   | Inscrit    |                                                  | Notice no PA56000130                      | 47° 34′ 20″ N, 2° 56′ 35″ O      |       |
| Église Notre-Dame de Kerdro                                                                                 | Locmariaquer                                  | Morbihan                | Bretagne                   | Inscrit    | Inscrit (1925)                                   | Notice no PA00091388                      | 47° 34′ 09″ N, 2° 56′ 38″ O      |       |
| Stèle gravée de Guib (d)                                                                                    | Ploemel                                       | Morbihan                | Bretagne                   | Inscrit    |                                                  | Notice no PA56000131                      | 47° 39′ 13″ N, 3° 04′ 44″ O      |       |
| Bastion 17 dit le Papegaut (d) et la petite poudrière (d)                                                   | Port-Louis                                    | Morbihan                | Bretagne                   | Classé     | Inscrit (1999)                                   | Notice no PA56000022 Notice no PA56000023 | 47° 42′ 15″ N, 3° 21′ 02″ O      |       |
| Église Saint-Malo                                                                                           | Saint-Malo-de-Beignon                         | Morbihan                | Bretagne                   | Inscrit    | Inscrit (1927)                                   | Notice no PA00091689                      | 47° 57′ 33″ N, 2° 08′ 57″ O      |       |
| Ensemble mégalithique de Mané-Carnaplaye (d)                                                                | Saint-Philibert                               | Morbihan                | Bretagne                   | Inscrit    |                                                  | Notice no PA56000132                      | 47° 35′ 21″ N, 3° 00′ 23″ O      |       |
| Menhir de Coporh (d)                                                                                        | Sarzeau                                       | Morbihan                | Bretagne                   | Inscrit    |                                                  | Notice no PA56000133                      | 47° 31′ 37″ N, 2° 43′ 36″ O      |       |
| Menhir de Kermaillard                                                                                       | Sarzeau                                       | Morbihan                | Bretagne                   | Inscrit    |                                                  | Notice no PA56000134                      | 47° 32′ 08″ N, 2° 50′ 59″ O      |       |
| Menhir de la Truie                                                                                          | Sarzeau                                       | Morbihan                | Bretagne                   | Inscrit    |                                                  | Notice no PA56000135                      | 47° 29′ 46″ N, 2° 40′ 24″ O      |       |
| Dolmens de Kervilor-er Rohec (d)                                                                            | La Trinité-sur-Mer                            | Morbihan                | Bretagne                   | Inscrit    |                                                  | Notice no PA56000136                      | 47° 36′ 06″ N, 3° 01′ 44″ O      |       |
| Dolmen de Penher (d)                                                                                        | La Trinité-sur-Mer                            | Morbihan                | Bretagne                   | Inscrit    |                                                  | Notice no PA56000137                      | 47° 35′ 50″ N, 3° 02′ 00″ O      |       |
| Ancienne route royale de Paris en Italie (d)                                                                | La Celle-sur-Loire                            | Nièvre                  | Bourgogne-Franche-Comté    | Inscrit    |                                                  | Notice no PA58000054                      | 47° 29′ 44″ N, 2° 55′ 18″ E      |       |
| Église Saint-Jean-Baptiste                                                                                  | Bourbourg                                     | Nord                    | Hauts-de-France            | Inscrit    |                                                  | Notice no PA00107383                      | 50° 56′ 47″ N, 2° 11′ 48″ E      |       |
| Arsenal de Maubeuge (d)                                                                                     | Maubeuge                                      | Nord                    | Hauts-de-France            | Inscrit    |                                                  | Notice no PA59000222                      | 50° 16′ 34″ N, 3° 58′ 33″ E      |       |
| Église Saint-Léger                                                                                          | Socx                                          | Nord                    | Hauts-de-France            | Inscrit    | Inscrit (1944)                                   | Notice no PA00107818                      | 50° 56′ 10″ N, 2° 25′ 24″ E      |       |
| Ancienne verrerie Parant                                                                                    | Trélon                                        | Nord                    | Hauts-de-France            | Inscrit    |                                                  | Notice no PA59000223                      | 50° 03′ 36″ N, 4° 06′ 14″ E      |       |
| Musée des Beaux-Arts de Valenciennes                                                                        | Valenciennes                                  | Nord                    | Hauts-de-France            | Inscrit    |                                                  | Notice no PA59000224                      | 50° 21′ 27″ N, 3° 31′ 51″ E      |       |
| Église Saint-Martin (d)                                                                                     | Blacourt                                      | Oise                    | Hauts-de-France            | Inscrit    |                                                  | Notice no PA60000107                      | 49° 27′ 54″ N, 1° 51′ 40″ E      |       |
| Théatre municipal et ancien couvent des Récollets (d)                                                       | Chaumont-en-Vexin                             | Oise                    | Hauts-de-France            | Inscrit    |                                                  | Notice no PA60000108                      | 49° 15′ 44″ N, 1° 52′ 56″ E      |       |
| Chalet suédois (d)                                                                                          | Bagnoles de l'Orne Normandie                  | Orne                    | Normandie                  | Inscrit    |                                                  | Notice no PA61000064                      | 48° 33′ 22″ N, 0° 24′ 54″ O      |       |
| Immeuble Camus haut (d)                                                                                     | Annay                                         | Pas-de-Calais           | Hauts-de-France            | Inscrit    |                                                  | Notice no PA62000168                      | 50° 27′ 37″ N, 2° 53′ 31″ E      |       |
| Site archéologique du Bois d'Olhain (d)                                                                     | Fresnicourt-le-Dolmen                         | Pas-de-Calais           | Hauts-de-France            | Inscrit    |                                                  | Notice no PA62000169                      | 50° 26′ 01″ N, 2° 36′ 27″ E      |       |
| Église Saint-Nicolas                                                                                        | Nonette-Orsonnette                            | Puy-de-Dôme             | Auvergne-Rhône-Alpes       | Classé     | Classé (1976) Inscrit (1976)                     | Notice no PA00092220                      | 45° 28′ 34″ N, 3° 16′ 44″ E      |       |
| Pavillon des Arts et funiculaire                                                                            | Pau                                           | Pyrénées-Atlantiques    | Nouvelle-Aquitaine         | Inscrit    |                                                  | Notice no PA64000117                      | 43° 17′ 34″ N, 0° 22′ 13″ O      |       |
| Maison d'Uzer (d)                                                                                           | Bagnères-de-Bigorre                           | Hautes-Pyrénées         | Occitanie                  | Inscrit    | Inscrit (1986)                                   | Notice no PA00095339                      | 43° 03′ 47″ N, 0° 08′ 47″ E      |       |
| Château de Sainte-Marie                                                                                     | Esterre                                       | Hautes-Pyrénées         | Occitanie                  | Inscrit    | Inscrit (1930)                                   | Notice no PA00095392                      | 42° 52′ 33″ N, 0° 00′ 02″ E      |       |
| Chapelle de l'Invention-de-Saint-Étienne                                                                    | Gouaux                                        | Hautes-Pyrénées         | Occitanie                  | Inscrit    | Inscrit (1995)                                   | Notice no PA00135707                      | 42° 51′ 39″ N, 0° 21′ 35″ E      |       |
| Villa Maïtena (d)                                                                                           | Maubourguet                                   | Hautes-Pyrénées         | Occitanie                  | Inscrit    |                                                  | Notice no PA65000026                      | 43° 27′ 48″ N, 0° 02′ 08″ E      |       |
| Fontaine Duvignau-Bousigues                                                                                 | Tarbes                                        | Hautes-Pyrénées         | Occitanie                  | Inscrit    |                                                  | Notice no PA65000027                      | 43° 13′ 52″ N, 0° 04′ 59″ E      |       |
| Enceinte urbaine de la ville haute                                                                          | Elne                                          | Pyrénées-Orientales     | Occitanie                  | Inscrit    | Inscrit (1972)                                   | Notice no PA00104014                      | 42° 35′ 54″ N, 2° 58′ 16″ E      |       |
| Vestiges de la cathédrale primitive (d)                                                                     | Elne                                          | Pyrénées-Orientales     | Occitanie                  | Inscrit    |                                                  | Notice no PA66000061                      | 42° 35′ 58″ N, 2° 58′ 21″ E      |       |
| Hôtel Pams                                                                                                  | Perpignan                                     | Pyrénées-Orientales     | Occitanie                  | Classé     | Classé (1989) Inscrit (1989, 2017)               | Notice no PA00104077                      | 42° 41′ 52″ N, 2° 53′ 54″ E      |       |
| Maison de Claude Simon (d)                                                                                  | Salses-le-Château                             | Pyrénées-Orientales     | Occitanie                  | Inscrit    |                                                  | Notice no PA66000062                      | 42° 50′ 03″ N, 2° 55′ 10″ E      |       |
| Maison Le Châtelet                                                                                          | Benfeld                                       | Bas-Rhin                | Grand Est                  | Inscrit    | Inscrit (1990)                                   | Notice no PA00085277                      | 48° 22′ 10″ N, 7° 35′ 35″ E      |       |
| Caserne Royale (d)                                                                                          | Lauterbourg                                   | Bas-Rhin                | Grand Est                  | Inscrit    |                                                  | Notice no PA67000113                      | 48° 58′ 28″ N, 8° 10′ 54″ E      |       |
| Vestiges de l'ambulance alpine (d)                                                                          | Stosswihr                                     | Haut-Rhin               | Grand Est                  | Inscrit    |                                                  | Notice no PA68000074                      | 48° 02′ 30″ N, 7° 03′ 09″ E      |       |
| Église Saint-Denis d'Alix (d)                                                                               | Alix                                          | Rhône                   | Auvergne-Rhône-Alpes       | Inscrit    | Classé (1984) Inscrit (1981)                     | Notice no PA00117705                      | 45° 54′ 46″ N, 4° 39′ 13″ E      |       |
| Château du Cros (d)                                                                                         | Azolette                                      | Rhône                   | Auvergne-Rhône-Alpes       | Inscrit    |                                                  | Notice no PA69000081                      | 46° 12′ 05″ N, 4° 25′ 22″ E      |       |
| Église Saint-Didier (d)                                                                                     | Chabanière                                    | Rhône                   | Auvergne-Rhône-Alpes       | Inscrit    |                                                  | Notice no PA69000082                      | 45° 35′ 45″ N, 4° 36′ 31″ E      |       |
| Château de Rochebonne                                                                                       | Theizé                                        | Rhône                   | Auvergne-Rhône-Alpes       | Inscrit    | Inscrit (1984)                                   | Notice no PA00118079                      | 45° 56′ 27″ N, 4° 37′ 02″ E      |       |
| Poste d'aiguillage 1 de Lyon-Perrache (d)                                                                   | Lyon                                          | Métropole de Lyon       | Auvergne-Rhône-Alpes       | Inscrit    |                                                  | Notice no PA69000080                      | 45° 45′ 01″ N, 4° 49′ 19″ E      |       |
| Îlot prototype de la Cité des États-Unis (d)                                                                | Lyon                                          | Métropole de Lyon       | Auvergne-Rhône-Alpes       | Inscrit    |                                                  | Notice no PA69000083                      | 45° 44′ 02″ N, 4° 51′ 49″ E      |       |
| Pavillon en bois de l'ancien collège Gérôme                                                                 | Vesoul                                        | Haute-Saône             | Bourgogne-Franche-Comté    | Inscrit    |                                                  | Notice no PA70000126                      | 47° 37′ 27″ N, 6° 09′ 16″ E      |       |
| Château de Villefrancon                                                                                     | Villefrancon                                  | Haute-Saône             | Bourgogne-Franche-Comté    | Inscrit    | Inscrit (1987)                                   | Notice no PA00102294                      | 47° 24′ 08″ N, 5° 44′ 43″ E      |       |
| Hôtel de Clugny                                                                                             | Autun                                         | Saône-et-Loire          | Bourgogne-Franche-Comté    | Inscrit    | Inscrit (1927)                                   | Notice no PA00113103                      | 46° 57′ 13″ N, 4° 18′ 01″ E      |       |
| Château de Chazoux                                                                                          | Hurigny                                       | Saône-et-Loire          | Bourgogne-Franche-Comté    | Inscrit    |                                                  | Notice no PA71000099                      | 46° 20′ 15″ N, 4° 47′ 49″ E      |       |
| Ancienne abbaye Saint-Philibert                                                                             | Tournus                                       | Saône-et-Loire          | Bourgogne-Franche-Comté    | Inscrit    | Classé (1840,1928) Inscrit (1927,1928,1930,1951) | Notice no PA00113488                      | 46° 33′ 56″ N, 4° 54′ 33″ E      |       |
| Logis du Carrefour (d)                                                                                      | Épineu-le-Chevreuil                           | Sarthe                  | Pays de la Loire           | Inscrit    |                                                  | Notice no PA72000065                      | 48° 02′ 11″ N, 0° 07′ 05″ O      |       |
| Église Saint-Martin (d)                                                                                     | Luceau                                        | Sarthe                  | Pays de la Loire           | Inscrit    |                                                  | Notice no PA72000064                      | 47° 42′ 42″ N, 0° 23′ 53″ E      |       |
| Ancien restaurant scolaire                                                                                  | Marçon                                        | Sarthe                  | Pays de la Loire           | Classé     | Inscrit (2002)                                   | Notice no PA72000022                      | 47° 42′ 40″ N, 0° 30′ 31″ E      |       |
| Fortification à motte (d)                                                                                   | Peray                                         | Sarthe                  | Pays de la Loire           | Inscrit    |                                                  | Notice no PA72000063                      | 48° 15′ 10″ N, 0° 22′ 02″ E      |       |
| Villa Saint-James (d)                                                                                       | Aix-les-Bains                                 | Savoie                  | Auvergne-Rhône-Alpes       | Inscrit    |                                                  | Notice no PA73000036                      | 45° 41′ 27″ N, 5° 54′ 43″ E      |       |
| Château de la Bâtie                                                                                         | Barby                                         | Savoie                  | Auvergne-Rhône-Alpes       | Inscrit    | Inscrit (1972)                                   | Notice no PA00118193                      | 45° 34′ 46″ N, 5° 59′ 04″ E      |       |
| Église Saint-Pierre                                                                                         | La Forclaz                                    | Haute-Savoie            | Auvergne-Rhône-Alpes       | Inscrit    |                                                  | Notice no PA74000055                      | 46° 19′ 16″ N, 6° 36′ 52″ E      |       |
| Maison-musée de Barberine                                                                                   | Vallorcine                                    | Haute-Savoie            | Auvergne-Rhône-Alpes       | Inscrit    |                                                  | Notice no PA74000054                      | 46° 03′ 01″ N, 6° 56′ 32″ E      |       |
| Carrefour Curie (d)                                                                                         | Paris 6e                                      | Paris                   | Île-de-France              | Inscrit    |                                                  | Notice no PA75060014                      | 48° 51′ 22″ N, 2° 20′ 24″ E      |       |
| Hôtel Alfred Sommier                                                                                        | Paris 8e                                      | Paris                   | Île-de-France              | Inscrit    |                                                  | Notice no PA75080013                      | 48° 52′ 19″ N, 2° 19′ 26″ E      |       |
| Hôtel Bénazet (d)                                                                                           | Paris 9e                                      | Paris                   | Île-de-France              | Inscrit    |                                                  | Notice no PA75090011                      | 48° 52′ 31″ N, 2° 20′ 02″ E      |       |
| Piscine Oberkampf (d)                                                                                       | Paris 11e                                     | Paris                   | Île-de-France              | Inscrit    |                                                  | Notice no PA75110006                      | 48° 52′ 00″ N, 2° 22′ 57″ E      |       |
| Immeuble 7, villa Seurat (d)                                                                                | Paris 14e                                     | Paris                   | Île-de-France              | Inscrit    |                                                  | Notice no PA75140019                      | 48° 49′ 34″ N, 2° 19′ 57″ E      |       |
| Cénotaphe de Baudelaire                                                                                     | Paris 14e                                     | Paris                   | Île-de-France              | Inscrit    |                                                  | Notice no PA75140020                      | 48° 50′ 15″ N, 2° 19′ 43″ E      |       |
| Tombeau de la famille Constant-Dufeux (d)                                                                   | Paris 14e                                     | Paris                   | Île-de-France              | Inscrit    |                                                  | Notice no PA75140021                      | 48° 50′ 14″ N, 2° 19′ 35″ E      |       |
| Tombeau de la famille Dumont d'Urville (d)                                                                  | Paris 14e                                     | Paris                   | Île-de-France              | Inscrit    |                                                  | Notice no PA75140022                      | 48° 50′ 20″ N, 2° 19′ 27″ E      |       |
| Tombeau de Jacques Lisfranc (d)                                                                             | Paris 14e                                     | Paris                   | Île-de-France              | Inscrit    |                                                  | Notice no PA75140023                      | 48° 50′ 21″ N, 2° 19′ 38″ E      |       |
| Tombeau de la famille Montault (d)                                                                          | Paris 14e                                     | Paris                   | Île-de-France              | Inscrit    |                                                  | Notice no PA75140024                      | 48° 50′ 16″ N, 2° 19′ 35″ E      |       |
| Tombeau d'Antoine Chrysostome Quatremère de Quincy (d)                                                      | Paris 14e                                     | Paris                   | Île-de-France              | Inscrit    |                                                  | Notice no PA75140025                      | 48° 50′ 21″ N, 2° 19′ 32″ E      |       |
| Tombeau de la famille Schelfhaut (d)                                                                        | Paris 14e                                     | Paris                   | Île-de-France              | Inscrit    |                                                  | Notice no PA75140026                      | 48° 50′ 19″ N, 2° 19′ 45″ E      |       |
| Fondation Deutsch de la Meurthe : le pavillon de la direction                                               | Paris 14e                                     | Paris                   | Île-de-France              | Inscrit    | Inscrit (1998)                                   | Notice no PA75140003                      | 48° 49′ 13″ N, 2° 20′ 06″ E      |       |
| Immeuble, 16 avenue de Versailles                                                                           | Paris 16e                                     | Paris                   | Île-de-France              | Inscrit    |                                                  | Notice no PA75160014                      | 48° 51′ 02″ N, 2° 16′ 37″ E      |       |
| Domaine de Bois-Héroult                                                                                     | Bois-Héroult                                  | Seine-Maritime          | Normandie                  | Inscrit    | Inscrit (1966,1996)                              | Notice no PA00100564                      | 49° 33′ 53″ N, 1° 24′ 26″ E      |       |
| Statue équestre de Napoléon Ier                                                                             | Rouen                                         | Seine-Maritime          | Normandie                  | Classé     | Inscrit (2021)                                   | Notice no PA76000111                      | 49° 26′ 36″ N, 1° 05′ 56″ E      |       |
| Ancien atelier de Victor Vasarely (d)                                                                       | Annet-sur-Marne                               | Seine-et-Marne          | Île-de-France              | Inscrit    |                                                  | Notice no PA77000040                      | 48° 55′ 39″ N, 2° 43′ 18″ E      |       |
| Abri antiaérien conique (d)                                                                                 | Villenoy                                      | Seine-et-Marne          | Île-de-France              | Classé     | Inscrit (2022)                                   | Notice no PA77000039                      | 48° 56′ 41″ N, 2° 51′ 59″ E      |       |
| 44 bornes armoriées dans le bois de Haute Rive (d)                                                          | Gambaiseuil Grosrouvre                        | Yvelines                | Île-de-France              | Inscrit    | Inscrit (1950)                                   | Notice no PA00087440                      | 48° 45′ 17″ N, 1° 43′ 57″ E      |       |
| Maison Bernard (d)                                                                                          | Maisons-Laffitte                              | Yvelines                | Île-de-France              | Inscrit    |                                                  | Notice no PA78000489                      | 48° 57′ 37″ N, 2° 09′ 33″ E      |       |
| Château du Bois Chapeleau (d)                                                                               | Beugnon-Thireuil                              | Deux-Sèvres             | Nouvelle-Aquitaine         | Inscrit    |                                                  | Notice no PA79000052                      | 46° 33′ 10″ N, 0° 34′ 16″ O      |       |
| Maison sise 3 place Charles de Gaulle (d)                                                                   | Faye-l'Abbesse                                | Deux-Sèvres             | Nouvelle-Aquitaine         | Inscrit    |                                                  | Notice no PA79000053                      | 46° 49′ 49″ N, 0° 21′ 08″ O      |       |
| Maison Art Nouveau, 2 place Bujault (d)                                                                     | Melle                                         | Deux-Sèvres             | Nouvelle-Aquitaine         | Inscrit    |                                                  | Notice no PA79000054                      | 46° 13′ 22″ N, 0° 08′ 36″ O      |       |
| Minoterie dite moulin de Gennebrie (d)                                                                      | Melle Périgné                                 | Deux-Sèvres             | Nouvelle-Aquitaine         | Inscrit    |                                                  | Notice no PA79000055                      | 46° 10′ 31″ N, 0° 12′ 55″ O      |       |
| Tour Maillefeu                                                                                              | Abbeville                                     | Somme                   | Hauts-de-France            | Inscrit    |                                                  | Notice no PA80000125                      | 50° 06′ 05″ N, 1° 49′ 38″ E      |       |
| Hôtel de ville                                                                                              | Albert                                        | Somme                   | Hauts-de-France            | Inscrit    |                                                  | Notice no PA80000129                      | 50° 00′ 10″ N, 2° 39′ 10″ E      |       |
| Église Saint-Séverin                                                                                        | Crécy-en-Ponthieu                             | Somme                   | Hauts-de-France            | Inscrit    |                                                  | Notice no PA80000128                      | 50° 15′ 05″ N, 1° 52′ 51″ E      |       |
| Château de Martainneville (d)                                                                               | Martainneville                                | Somme                   | Hauts-de-France            | Inscrit    |                                                  | Notice no PA80000126                      | 49° 59′ 55″ N, 1° 42′ 27″ E      |       |
| Chapelle Notre-Dame-des-Vertus                                                                              | Nampty                                        | Somme                   | Hauts-de-France            | Inscrit    |                                                  | Notice no PA80000130                      | 49° 47′ 43″ N, 2° 12′ 45″ E      |       |
| Maison dite « Mercadier » (d)                                                                               | Milhars                                       | Tarn                    | Occitanie                  | Inscrit    |                                                  | Notice no PA81000062                      | 44° 07′ 38″ N, 1° 52′ 38″ E      |       |
| Demeure « Les Granges »                                                                                     | Vielmur-sur-Agout                             | Tarn                    | Occitanie                  | Inscrit    |                                                  | Notice no PA81000063                      | 43° 37′ 56″ N, 2° 06′ 59″ E      |       |
| Église Saint-Martin                                                                                         | Moissac                                       | Tarn-et-Garonne         | Occitanie                  | Classé     | Classé (1922, 1953) Inscrit (2014)               | Notice no PA00095787                      | 44° 06′ 06″ N, 1° 04′ 31″ E      |       |
| Vestiges du castrum et la chapelle Saint-Barthélemy (d)                                                     | Montauroux                                    | Var                     | Provence-Alpes-Côte d'Azur | Inscrit    |                                                  | Notice no PA83000055                      | 43° 37′ 11″ N, 6° 45′ 51″ E      |       |
| Cathédrale Notre-Dame-des-Doms                                                                              | Avignon                                       | Vaucluse                | Provence-Alpes-Côte d'Azur | Classé     | Classé (1840) Inscrit (2022)                     | Notice no PA00081814                      | 43° 57′ 06″ N, 4° 48′ 27″ E      |       |
| Jardin du rocher des Doms                                                                                   | Avignon                                       | Vaucluse                | Provence-Alpes-Côte d'Azur | Inscrit    |                                                  | Notice no PA84000088                      | 43° 57′ 10″ nord, 4° 48′ 28″ est |       |
| Vestiges du château de l'Hers et du village de l'Hers                                                       | Châteauneuf-du-Pape                           | Vaucluse                | Provence-Alpes-Côte d'Azur | Inscrit    | Inscrit (1973)                                   | Notice no PA00082029                      | 44° 03′ 15″ N, 4° 47′ 30″ E      |       |
| Donjon annulaire du château de Commequiers                                                                  | Commequiers                                   | Vendée                  | Pays de la Loire           | Classé     | Inscrit                                          | Notice no PA00110081                      | 46° 45′ 59″ N, 1° 49′ 53″ O      |       |
| Château de la Roche de Bran (d)                                                                             | Montamisé                                     | Vienne                  | Nouvelle-Aquitaine         | Inscrit    |                                                  | Notice no PA86000065                      | 46° 38′ 14″ N, 0° 26′ 42″ E      |       |
| Château de la Fuye                                                                                          | Mouterre-Silly                                | Vienne                  | Nouvelle-Aquitaine         | Inscrit    | Inscrit (1987)                                   | Notice no PA00105558                      | 46° 58′ 20″ N, 0° 01′ 36″ E      |       |
| Château de Ternay : parcelle n°1296, deux bâtiments d'Ojam de la ferme                                      | Ternay                                        | Vienne                  | Nouvelle-Aquitaine         | Inscrit    | Classé (1996) Inscrit (1994)                     | Notice no PA00105739                      | 47° 02′ 21″ N, 0° 02′ 29″ O      |       |
| Château de la Brosse (d)                                                                                    | Thollet                                       | Vienne                  | Nouvelle-Aquitaine         | Inscrit    |                                                  | Notice no PA86000063                      | 46° 25′ 46″ N, 1° 08′ 28″ E      |       |
| Château de Purnon                                                                                           | Verrue                                        | Vienne                  | Nouvelle-Aquitaine         | Inscrit    | Classé (1995) Inscrit (1992)                     | Notice no PA00105768                      | 46° 52′ 14″ N, 0° 10′ 50″ E      |       |
| Église Saint-Germain (d)                                                                                    | Poilly-sur-Tholon                             | Yonne                   | Bourgogne-Franche-Comté    | Inscrit    |                                                  | Notice no PA89000076                      | 47° 51′ 54″ N, 3° 23′ 33″ E      |       |
| Maison-atelier d'Étienne et Luce Hadju (d)                                                                  | Itteville                                     | Essonne                 | Île-de-France              | Inscrit    |                                                  | Notice no PA91000277                      | 48° 30′ 28″ N, 2° 20′ 17″ E      |       |
| Ancienne propriété de Camille Corot (d)                                                                     | Ville-d'Avray                                 | Hauts-de-Seine          | Île-de-France              | Inscrit    |                                                  | Notice no PA92000167                      | 48° 49′ 20″ N, 2° 11′ 04″ E      |       |
| Hôtel de ville                                                                                              | Pantin                                        | Seine-Saint-Denis       | Île-de-France              | Classé     | Inscrit (2017)                                   | Notice no PA93000074                      | 48° 53′ 49″ N, 2° 24′ 05″ E      |       |
| Clocher de l'église Saint-Louis                                                                             | Villemomble                                   | Seine-Saint-Denis       | Île-de-France              | Classé     | Inscrit (1996)                                   | Notice no PA93000003                      | 48° 53′ 07″ N, 2° 30′ 55″ E      |       |
| Marché couvert                                                                                              | Le Lamentin                                   | Martinique              | Martinique                 | Classé     | Inscrit (2019)                                   | Notice no PA97200053                      | 14° 37′ 00″ N, 61° 00′ 11″ O     |       |
| Poudrière Trouvaillant (d)                                                                                  | Saint-Pierre                                  | Martinique              | Martinique                 | Classé     | Inscrit (2012)                                   | Notice no PA97200026                      | 14° 44′ 47″ N, 61° 10′ 19″ O     |       |
| Camp Crique Anguille                                                                                        | Montsinéry-Tonnégrande                        | Guyane                  | Guyane                     | Inscrit    |                                                  | Notice no PA97300022                      | 4° 49′ 52″ N, 52° 30′ 47″ O      |       |
| Église Saint-Dominique                                                                                      | Roura                                         | Guyane                  | Guyane                     | Inscrit    |                                                  | Notice no PA97300023                      | 4° 43′ 32″ N, 52° 19′ 36″ O      |       |
| Maison Drouhet                                                                                              | Saint-Denis                                   | La Réunion              | La Réunion                 | Inscrit    |                                                  | Notice no PA97400156                      | 20° 54′ 06″ S, 55° 26′ 49″ E     |       |
| Siège de la Société d'équipement du département de La Réunion (d) (SEDRé)                                   | Saint-Denis                                   | La Réunion              | La Réunion                 | Inscrit    |                                                  | Notice no PA97400157                      | 20° 53′ 06″ S, 55° 27′ 04″ E     |       |
| Maison Hugot (d)                                                                                            | Saint-Denis                                   | La Réunion              | La Réunion                 | Inscrit    |                                                  | Notice no PA97400159                      | 20° 52′ 58″ S, 55° 26′ 54″ E     |       |
| Caserne Lambert                                                                                             | Saint-Denis                                   | La Réunion              | La Réunion                 | Classé     | Inscrit (2007)                                   | Notice no PA97400090                      | 20° 52′ 44″ S, 55° 26′ 28″ E     |       |
| Usine de Gol-les-Hauts                                                                                      | Saint-Louis                                   | La Réunion              | La Réunion                 | Inscrit    | Inscrit (2002)                                   | Notice no PA97400056                      | 21° 15′ 09″ S, 55° 25′ 19″ E     |       |
| Cheminée Grand-Fond                                                                                         | Saint-Paul                                    | La Réunion              | La Réunion                 | Inscrit    | Inscrit (2002)                                   | Notice no PA97400064                      | 21° 02′ 20″ S, 55° 13′ 17″ E     |       |
| Installation hydraulique de la ravine Saint-Gilles (d)                                                      | Saint-Paul                                    | La Réunion              | La Réunion                 | Inscrit    |                                                  | Notice no PA97400158                      | 21° 02′ 48″ S, 55° 15′ 19″ E     |       |
| Ancienne usine de la Trinité                                                                                | Saint-Philippe                                | La Réunion              | La Réunion                 | Inscrit    | Inscrit (2002)                                   | Notice no PA97400066                      | 21° 21′ 30″ S, 55° 46′ 13″ E     |       |
| Cheminée dite de "Basse-Terre"                                                                              | Saint-Pierre                                  | La Réunion              | La Réunion                 | Inscrit    | Inscrit (2002)                                   | Notice no PA97400068                      | 21° 19′ 50″ S, 55° 28′ 34″ E     |       |
| Usine de Vallée                                                                                             | Saint-Pierre                                  | La Réunion              | La Réunion                 | Inscrit    | Inscrit (2002)                                   | Notice no PA97400073                      | 21° 18′ 20″ S, 55° 27′ 20″ E     |       |
| Chapelle de l'ex-Apeca                                                                                      | Le Tampon                                     | La Réunion              | La Réunion                 | Classé     | Inscrit (2008)                                   | Notice no PA97400144                      | 21° 13′ 28″ S, 55° 33′ 33″ E     |       |

## Radiations
Les protections des édifices suivants sont abrogées en 2023. Ces radiations concernent des édifices détruits ou ayant perdu leur caractère à protéger.
| Édifice | Commune          | Département    | Région              | Protection                                      | Base Mérimée         | Coordonnées                      | Image |  |
| --- | ---------------- | -------------- | ------------------- | ----------------------------------------------- | -------------------- | -------------------------------- | ----- |  |
| Maison, 1 rue du Général-de-Gaulle                                                                               | Le Faou          | Finistère      | Bretagne            | inscrit                                         | Notice no PA00089936 |                                  |       |  |
| Maison, 2 rue du Général-de-Gaulle                                                                               | Le Faou          | Finistère      | Bretagne            | inscrit                                         | Notice no PA00089937 |                                  |       |  |
| Maison, 35 rue du Général-de-Gaulle                                                                              | Le Faou          | Finistère      | Bretagne            | inscrit                                         | Notice no PA00089948 |                                  |       |  |
| Maison, 48 rue du Général-de-Gaulle                                                                              | Le Faou          | Finistère      | Bretagne            | inscrit                                         | Notice no PA00089947 |                                  |       |  |
| Maison, 3 place des Fusillés-et-Résistants                                                                       | Le Faou          | Finistère      | Bretagne            | inscrit                                         | Notice no PA37000011 |                                  |       |  |
| Manoir de la Mazeraie : communs abritant une charpente dérivée du procédé de construction de Philibert de l'Orme | Joué-lès-Tours   | Indre-et-Loire | Centre-Val de Loire | inscrit                                         | Notice no PA37000011 | 47° 18′ 30″ nord, 0° 25′ 30″ est |       |  |
| Moulin Boutet | Châtres-sur-Cher | Loir-et-Cher   | Centre-Val de Loire | inscrit                                         | Notice no PA00098409 | 47° 15′ 51″ nord, 1° 53′ 46″ est |       |  |
| Fontaine Popincourt                                                                                              | Paris 3e         | Paris          | Île-de-France       | inscrit                                         | Notice no PA00086116 | 48° 51′ 28″ nord, 2° 21′ 48″ est |       |  |
| Petit château | Eaubonne         | Val-d'Oise     | Île de France       | inscrit Le classement de 1967 reste d'actualité | Notice no PA00080041 | 48° 59′ 26″ nord, 2° 16′ 25″ est |       |  |